# Обросово (Сокольский район)
Обросово — деревня в Сокольском районе Вологодской области. Административный центр Боровецкого сельского поселения и Боровецкого сельсовета.
Расстояние до районного центра Сокола по автодороге — 11 км. Ближайшие населённые пункты — Турбаево, Большой Двор, Озерко, Власово.
По переписи 2002 года население — 328 человек (154 мужчины, 174 женщины). Преобладающая национальность — русские (97 %).

## Известные люди
В деревне провела детские годы писательница П. К. Рожнова.